# 미국 연방항소법원
미국 연방 항소법원(美國聯邦抗訴法院, United States Court of Appeals) 또는 '미국 연방고등법원'은 미국 연방 법원의 2심 법원이다. 한국의 고등법원에 해당한다.
미국 전역에 13곳의 항소법원이 있으며, 179명의 항소법원 판사가 종신직으로 재직 중이다. 각 항소법원 마다 평균 13명의 판사가 있다. 연봉은 184,500 달러(대략 2억원)이다. 미국 상원의 승인으로 미국 대통령이 임명한다.
항소법원은 사실상의 최종심이다. 왜냐하면, 미국 연방 대법원은 매년 10,000건 이상 신청된 상고심 중에서 100건 이하만 처리하기 때문이다.

## 항소법원별 관할 구역
현재 미국 연방 항소법원은 11개의 사법구역으로 나누어 각 지역을 관할하고 있으며, 컬럼비아 특별구 구역과 연방 차원의 구역도 있다. 아래에 있는 표는 11개의 연방항소법원이 각각 관할하는 구역이다.

미국 연방 항소법원과 미국 연방지방법원의 경계도. 모든 항소법원들은 한 사법구역 (색으로 구분.) 내에 위치하고 있다.

| 항소법원명                    | 영문 항소법원명                                                     | 소재지                    | 관할 구역 |
| ----------------------------- | ------------------------------------------------------------------- | ------------------------- | --- |
| 미국 제1구역 항소법원         | United States Court of Appeals for the First Circuit                | 매사추세츠주 보스턴       | 메인주 매사추세츠주 뉴햄프셔주 로드아일랜드주 푸에르토리코                                                    |
| 미국 제2구역 항소법원         | United States Court of Appeals for the Seconds Circuit              | 뉴욕주 뉴욕               | 코네티컷주 뉴욕주 버몬트주                                                                                    |
| 미국 제3구역 항소법원         | United States Court of Appeals for the Third Circuit                | 펜실베이니아주 필라델피아 | 델라웨어주 뉴저지주 펜실베이니아주 버진아일랜드                                                               |
| 미국 제4구역 항소법원         | United States Court of Appeals for the Fourth Circuit               | 버지니아주 리치먼드       | 메릴랜드주 노스캐롤라이나주 사우스캐롤라이나주 버지니아주 웨스트버지니아주                                    |
| 미국 제5구역 항소법원         | United States Court of Appeals for the Fifth Circuit                | 루이지애나주 뉴올리언스   | 루이지애나주 미시시피주 텍사스주                                                                              |
| 미국 제6구역 항소법원         | United States Court of Appeals for the Sixth Circuit                | 오하이오주 신시내티       | 켄터키주 미시간주 오하이오주 테네시주                                                                         |
| 미국 제7구역 항소법원         | United States Court of Appeals for the Seventh Circuit              | 일리노이주 시카고         | 일리노이주 인디애나주 위스콘신주                                                                              |
| 미국 제8구역 항소법원         | United States Court of Appeals for the Eighth Circuit               | 미주리주 세인트루이스     | 아칸소주 아이오와주 미네소타주 미주리주 네브래스카주 노스다코타주 사우스다코타주                              |
| 미국 제9구역 항소법원         | United States Court of Appeals for the Ninth Circuit                | 캘리포니아주 샌프란시스코 | 알래스카주 애리조나주 캘리포니아주 하와이주 아이다호주 몬태나주 네바다주 오리건주 워싱턴주 괌 북마리아나 제도 |
| 미국 제10구역 항소법원        | United States Court of Appeals for the Tenth Circuit                | 콜로라도주 덴버           | 콜로라도주 캔자스주 뉴멕시코주 오클라호마주 유타주 와이오밍주                                                 |
| 미국 제11구역 항소법원        | United States Court of Appeals for the Eleventh Circuit             | 조지아주 애틀랜타         | 앨라배마주 플로리다주 조지아주                                                                                |
| 미국 컬럼비아 특별구 항소법원 | United States Court of Appeals for the District of Columbia Circuit | 워싱턴 D.C.               | 워싱턴 D.C.                                                                                                   |
| 미국 연방 특수 항소법원       | United States Court of Appeals for the Federal Circuit              | 워싱턴 D.C.               | 미국 전체 |

## 같이 보기
- 미국 연방 정부
  - 입법부
    - 미국 의회
      - 미국 상원
      - 미국 하원

  - 행정부
    - 미국 연방 행정각부
    - 미국 내각
    - 미국의 대통령

  - 사법부
    - 미국 연방 대법원
    - 미국 연방 항소법원
    - 미국 지방법원